# Идман, Карл Густав
Карл Густав Идман (фин. Karl Gustaf Idman; 1 декабря 1885, Таммерфорс, Великое княжество Финляндское — 13 апреля 1961, Хельсинки, Финляндия) — финский политик и дипломат; с апреля по декабрь 1925 года — министр иностранных дел Финляндии.

## Биография
Родился 1 декабря 1885 года в Таммерфорсе, в Великом княжестве Финляндском.
В 1914 году Идман защитил докторскую диссертацию в Императорском Александровском университете в Хельсинки. C 1915 по 1917 годы там же работал профессором Кафедры Международного Права.
Когда в конце 1917 года Финляндия провозгласила свою независимость, доктор Идман поступил на работу в новообразованную Канцелярию Премьер-Министра. Этому предшествовало участие в работе двух финских делегаций, посетивших в ноябре-декабре 1917 года Петроград и ведших переговоры с Лениным о признании Советской Россией Финляндии.
С тех пор он на действительной дипломатической службе. С июня 1918 года — Специальный и полномочный посланник в Копенгагене. В 1919—1927 годах (с перерывом в 1925) — посол в Будапеште. С 31 марта по 31 декабря 1925 года был министром иностранных дел Финляндии.
В период с середины 1927 по начало 1939 года Густаф Идман служил посланником в Риге и Каунасе, Праге, Варшаве и Бухаресте.
С 1 октября 1939 года и до апреля 1945 был посланником в Токио. (С 1941 года совмещал работу с должностью посланника в Маньчжурии, где находилось марионеточное Японии государство).
С весны 1945 года — в центральном аппарате МИД.
С 1947 года в отставке, выйдя в которую, поселился в имении Хатанпяя (финск. — Hatanpää) около города Тампере. До конца дней занимался благотворительностью.
Скончался 13 апреля 1961 года в Хельсинки в Финляндии. После своей смерти оставил огромный фонд, который завещал городу Тампере. Из него и поныне выплачиваются стипендии талантливым студентам из этого города.